# Facundo Díaz Acosta
Facundo Díaz Acosta (n. 15 decembrie 2000, Buenos Aires, Argentina) este un jucător profesionist argentinian de tenis. Cea mai bună clasare la simplu este locul 47 mondial, în aprilie 2024, iar la dublu locul 173 mondial, în noiembrie 2022. A câștigat un titlu ATP la simplu, la Argentina Open 2024. El concurează în principal în circuitul ATP Challenger și a câștigat cinci titluri Challenger la simplu. Este actualul număr 5 argentinian la simplu.